# Maddison Inglis
Maddison Inglis (Perth, 14 de enero de 1998) es una tenista australiana.

## Carrera
Inglis debutó en Grand Slam, en dobles junto a Alexandra Nancarrow en el Australian Open 2015. Perdieron en primera ronda contra Julia Görges y Anna-Lena Grönefeld. En 2016 debutó en singles en el Australian Open y perdió en primera ronda contra Yekaterina Makárova.
En 2020 llegó a la segunda ronda de Australian Open junto a Kaylah McPhee. En primera ronda vencieron a Liudmila Kichenok y Yang Zhaoxuan, pero perdieron contra Darija Jurak y Nina Stojanović. También disputó por primera vez Roland Garros y US Open. En el torneo francés perdió en primera ronda contra Yekaterina Aleksándrova y en primera ronda del torneo estadounidense contra Magda Linette.
En 2022 disputó el Australian Open. En primera ronda venció a Leylah Fernandez, a Hailey Baptiste en segunda ronda y perdió en tercera ronda contra Kaia Kanepi. También debutó en Wimbledon, pero perdió en primera ronda contra Dalma Gálfi.
En 2025 hizo su debut en WTA 1000, en Indian Wells. En primera ronda cayó ante Sofia Kenin.